# Морозов, Василий Борисович Тучко
Васи́лий Бори́сович Тучко́ Моро́зов (ум. 1485/1497) — боярин и конюший при великом князем московском Иване III Васильевиче. Старший сын Бориса Михайловича Морозова. Младшие братья — Иван Тучко, Семён Брюхо и Фёдор Брюхо.

## Биография
Представитель старинного московского дворянского рода Морозовых. Осенью 1475 года братья Василий и Иван Тучко-Морозовы были боярами и участвовали в «мирном» походе Ивана III на Великий Новгород.
Около 1462-1464 года Василий Тучко Морозов присутствовал среди великокняжеских «бояр» на докладе разъезжей грамоты. Принимал вместе с Иваном Борисовичем деятельное участие в походе на Новгородскую республику 1477—1478 гг. и в привидении новгородцев к присяге на верность великому князю московскому. В 1476 году составлял сборник официальных новгородских актов.
В октябре 1479 года Василий Борисович Тучко Морозов снова с братом Иваном находится в свите Ивана III Васильевича во время его нового похода в Новгород. В 1480 году вместе с боярином Василием Фёдоровичем Образцом-Симским был отправлен во Ржев с мирной миссией от великого князя к его мятежным братьям, князьям Андрею Углицкому и Борису Волоцкому. В том же 1480 году вместе с боярином Андреем Михайловичем Плещеевым сопровождал великую княгиню Софью Фоминичну Палеолог. Еще до 1467—1474 гг. Василий Борисович пожаловал своё село в Нерехте во владение Троицкому монастырю.
Около 1483 года великий князь московский Иван III Васильевич распустил боярские дворы, среди них и дворы братьев Тучковых. В начале 1490-х годов братья Василий и Иван Тучко Морозовы подверглись опале. Сохранилось завещание В. Б. Тучка-Морозова, составленное до 27 января 1497 года.
По женской линии он был прадедом князя Андрея Михайловича Курбского и родственником князей Кубенских. Князь Иван Семёнович Большой Кубенский, брат Ивана Меньшого Шелухи, был женат на дочери удельного князя Андрея Васильевича Углицкого. Воевода и постельничий Семён Брюхо-Морозов, брат Василия, был женат на Евдокии, дочери Ивана Ивановича Всеволжского, дочь Ивана Тучка была замужем за воеводой Юрием Захарьевичем Захарьиным-Кошкиным.
В сентябре 1534 года боярин Михаил Васильевич Тучков говорил, что «отец его был в конюших».
Единственный сын — боярин и дворецкий Михаил Васильевич Тучков-Морозов (ум. 1550)